# Барминский, Сергей Арсентьевич
Сергей Арсентьевич Барминский (1900—1938) — ответственный сотрудник органов ГПУ-НКВД СССР, старший майор ГБ (1936), один из основателей футбольного клуба «Динамо (Киев)». Начальник особого отдела УНКВД Дальневосточного края и ОО  ГУГБ НКВД ОКДВА. Расстрелян в «особом порядке». Не реабилитирован.

## Биография
Родился в марте 1900 года в селе Корино Арзамасского уезда Нижегородской губернии в семье сельского священника.
В 1914 году окончил Арзамасское духовное училище и 1-й класс Нижегородской духовной семинарии. За участие в забастовке учащихся в 1915 году был уволен из семинарии, работал посыльным и курьером в журнальном издательстве. Позже перешел работать на механический завод Слонимского, где работал до марта 1917 года. Затем переехал в Москву, где был слушателем 3-месячных курсов бухгалтеров.
Участник Октябрьского вооруженного переворота.
С 1918 по 1919 годы — слушатель Курсов агитаторов-инструкторов при Центральной школе ВЦИК — Коммунистическом университете; слушатель Курсов особого назначения при ВЧК при СНК РСФСР; секретарь, председатель Балахнинского уездного, городского комитета РКСМ (Московская губерния). C марта по июнь 1919 года находился на службе в РККА — был политработником в 16-м отдельном Нижегородском батальоне войск ВЧК. Состоял в РКП(б) с марта 1919 года.
В органах ВЧК-ГПУ-НКВД с 1919 г. :
- уполномоченным Московской губернской ЧК;
- уполномоченный, начальник Военного отделения, заместитель председателя Одесской губернской ЧК, помощник начальника Особого отдела, секретарь, начальник Административного, Контрразведывательного отдела Одесского губернского отдела ГПУ;
- начальник Особого отдела ВЧК румынской границы;
- заместитель начальника Контрразведывательного отдела ГПУ при СНК Украинской ССР (г. Харьков);
- заместитель начальника Киевского областного отдела ГПУ;
- временно исполняющий обязанности начальника Приморского областного отдела ГПУ;
- заместитель полномочного представителя ОГПУ по Дальне-Восточному краю — заместитель начальника Управления НКВД по Дальне-Восточному краю;
- начальник Особого отдела ОГПУ( УГБ УНКВД по Дальневосточному краю) — V отдела НКВД Отдельной Краснознамённой Дальне-Восточной Армии.

Арестован 9 августа 1937 года. Внесен в список «в особом порядке» УНКВД по ДВК от 3 февраля 1938 г. по 1-й категории («за» Сталин, Ворошилов, Молотов, Каганович). Расстрелян 10 февраля 1938 года. Предположительное место захоронения — Хабаровское городское кладбище. Не реабилитирован.
Жена: Барминская Татьяна Николаевна 1902 г.р., уроженка г. Тирасполь, русская; на момент ареста начальник спецсектора краевого управления народного хозяйства. Проживала: г. Хабаровск. Арестована 9 августа 1937 г. Внесена в список «в особом порядке» УНКВД по ДВК от 3 февраля 1938 г. по 1-й категории вместе с мужем. Приговорена к ВМН в «особом порядке» 9 февраля 1938 г. по ст.ст. 58-1а («измена Родине»), 58-8 («террор»), 58-11(«участие в антисоветской к.-р. организации») УК РСФСР. Расстреляна 9 февраля 1938 г. Предположительное место захоронения — городское кладбище г. Хабаровска. Реабилитирована посмертно 4 февраля 1959 г. по определению Военного Трибунала ДВО за отсутствием состава преступления.

## Награды
- Ведомственные награды — нагрудные знаки «Почётный работник ВЧК-ГПУ» (1924, 1934).
- Боевое именное оружие от Коллегии ОГПУ — два пистолета системы «Маузер» (1930, 1932).
- Серебряные часы Одесского губисполкома (1923), золотые часы (1927), золотые часы от Дальневосточного крайисполкома (1932).
- орден Красной Звезды (14.02.1936) (лишен посмертно Указом Президиума ВС СССР от 2.6.1939)